# TýTý 2004
Dne 2. dubna 2005 se konalo slavnostní vyhlášení XIV. ročníku prestižní ankety TýTý 2004.
V tomto ročníku byly naposled předávány ceny v kategorii sportovní komentátor.

## Výsledky
| Kategorie                        | Vítěz                  | Televize       |
| -------------------------------- | ---------------------- | -------------- |
| Moderátor zpravodajských pořadů  | Pavel Zuna             | TV Nova        |
| Moderátor publicistických pořadů | Marek Eben             | Česká televize |
| Moderátor soutěží                | Vladimír Hron          | Česká televize |
| Sportovní komentátor             | Robert Záruba          | Česká televize |
| Zpěvák                           | Karel Gott             |                |
| Zpěvačka                         | Aneta Langerová        | TV Nova        |
| Herec                            | Miroslav Donutil       | Česká televize |
| Herečka                          | Ivana Chýlková         | Česká televize |
| Seriál roku                      | Pojišťovna štěstí      | TV Nova        |
| Pořad roku                       | Hvězdy, které nehasnou | Česká televize |
| Objev TýTý                       | Vojtěch Kotek          | TV Nova        |
| Absolutní vítěz                  | Pojišťovna štěstí      | TV Nova        |
| Dvorana slávy                    | Antonín Moskalyk       | Česká televize |